# Вукановичи
Вукановичи (серб. Вукановићи) — династия, правившая Рашкой на территории современной Сербии с конца XI века до начала второй половины XII века. Название династии условно и введено современными историками, основываясь на имени первого известного правителя данного рода — Вукана, великого жупана Рашки. Завид, отец великого жупана Тихомира и его старшего брата Стефана Неманича, основателя династии Неманичей, скорее всего принадлежали к дому Вукановичей. Таким образом, Неманичей можно рассматривать как младшую ветвь Вукановичей. Из женщин, принадлежащих к роду Неманичей, хорошо известна только Елена Сербская, жена венгерского принца а впоследствии короля Белы II Слепого. Во время младенчества их сына Гезы II Елена занимала должность регента при малолетнем сыне не без помощи своего брата Белоша, который с 1141 года был палатином Венгрии.
Сведения о Вукановичах приводятся в греко-латинских источниках венецианских, венгерских и византийских авторов. Их содержание сводится к борьбе за господство на центральных Балканах между Византией и Венгрией в XI и XII веках, поэтому они поверхностно упоминают положение сербских земель и правителей. Гораздо больше информации сохранилось в трудах дубровицких историков Мавро Орбини и Джакомо Луккари. В связи с недостаточной информацией трудно с достоверностью установить хронологию правления Вукановичей, а также разрешить вопросы с организацией государства, его внутреннюю административную, военную и церковную политику и т.д.

## Представители рода
- Вукан (1083/1084 — 1112)
- Урош I Вуканович (1112—1145)
- Урош II Примислав (1145—1162)
- Белош Вуканович (1162)
- Деса Вуканович (1161—1165)
- Завид Вуканович
- Тихомир Завидович (1165−1166)
- Стефан Неманя